# Knin
Knin (udtale:|knîːn|) er en by i distriktet Šibenik-Knin distrikt i Kroatien, beliggende i Dalmatiens bagland nær floden Krkas udspring, et vigtigt trafikknudepunkt på jernbane- og vejruterne mellem Zagreb og Split. Knin blev kendt to gange i historien, som hovedstad i både middelalderens Kongerige Kroatien og kortvarigt i den selvudråbte kvasistat Den Serbiske Republik Krajina i det nyligt uafhængige Republikken Kroatien under Den kroatiske uafhængighedskrig fra 1991 til 1995.

## Geografi
Knin ligger i den nordlige region Dalmatien i Kroatien, 56 kilometer øst for kystbyen Šibenik.
Den oprindelige romerske bosættelse udviklede sig ved foden af de Dinariske Alper. Det var ved foden af disse bakker, at Knin-fæstningen blev bygget. Kilden til floden Krka begynder i udkanten af byen.

## Arkæologi
Den nyligt opdagede romerske by Burnum ligger 18 km væk fra Knin i retning af Kistanje. Her findes resterne af det største amfiteater i Dalmatien, bygget i 77 e.Kr. under kejser Vespasian, som kunne rumme 8.000 mennesker.
De nærliggende landsbyer Biskupija og Kapitul er yderst interessante arkæologiske steder fra det 10. århundrede, hvor der er fundet mange rester af middelalderlig kroatisk kultur, herunder kirker, grave, dekorationer og epigrafer.